# Coupe de Belgique masculine de handball 1993-1994
Navigation
Édition précédente Édition suivante
La Coupe de Belgique masculine de handball de 1993-1994 fut la 30e édition de cette compétition organisée par l'Union royale belge de handball (URBH).

## Phase finale

### Huitièmes de finale
- : Tenant du titre

| Club              | Résultat      | Club                   | Lieu          |
| ----------------- | ------------- | ---------------------- | ------------- |
| HV Arena Hechtel  | 19-20         | Sporting Neerpelt      | Hechtel-Eksel |
| HC Chapelle       | 16-22         | La Fraternité Verviers | Chapelle      |
| KTSV Eupen 1889   | 29-20         | STHV Juventus Melveren | Eupen         |
| Ampli Liège       | 18-30         | Initia HC Hasselt      | Liège         |
| HC Kiewit         | 47-22         | CSV Ransart            | Hasselt       |
| HC Herstal        | 18-18 (19-20) | Union beynoise         | Herstal       |
| AA Vottem         | 19-23         | Ajax Lebbeke           | Vottem        |
| Apolloon Kortrijk | 20-21         | HK Waasmunster         | Courtrai      |

### Quarts de finale
- : Tenant du titre

| Club              | Résultat | Club                   | Lieu        |
| ----------------- | -------- | ---------------------- | ----------- |
| HK Waasmunster    | 11-20    | Union beynoise         | Waasmunster |
| HC Kiewit         | 18-25    | Sporting Neerpelt      | Hasselt     |
| Initia HC Hasselt | 18-13    | Ajax Lebbeke           | Hasselt     |
| KTSV Eupen 1889   | 28-21    | La Fraternité Verviers | Eupen       |

### Demi-finales
- : Tenant du titre

| Club              | Résultat | Club              | Lieu         |
| ----------------- | -------- | ----------------- | ------------ |
| Union beynoise    | 25-23    | Initia HC Hasselt | Beyne-Heusay |
| Sporting Neerpelt | 24-18    | KTSV Eupen 1889   | Neerpelt     |

### Finale
,.
| 31 mars 1994 21h00 | Sporting Neerpelt | 33 - 32 | Union beynoise | Malmedy |

## Vainqueur
| Coupe de Belgique de handball 1993-1994 Sporting Neerpelt 5e |